# Wolumen poligraficzny
Wolumen poligraficzny – jednostka introligatorska, utworzona mechanicznie przez oprawę bloku książki, niezależne od treści dzieła ani rozbicia go na tomy czy części. Może zawierać jedno dzieło lub tom, bądź więcej niż jedno współoprawnych dzieł (klocek), bądź też powstaje przez podział dzieła czy tomu na kilka oprawnych jednostek.